# Cosa abbiamo imparato Charlie Brown?
Cosa abbiamo imparato Charlie Brown? (What Have We Learned, Charlie Brown?) è uno speciale televisivo d'animazione del 1983 diretto da Bill Melendez. È il ventiseiesimo speciale basato sui Peanuts di Charles M. Schulz, ed è un sequel del lungometraggio animato Buon viaggio, Charlie Brown. 
Il film è stato trasmesso negli Stati Uniti su CBS il 30 maggio 1983. Nel 1983 ha ricevuto una nomination per un Premio Emmy e nel 1984 ha vinto un Peabody Award.

## Trama
Tornati dal loro viaggio in Francia, Charlie Brown e i suoi amici visitano vari memoriali dedicati alla seconda guerra mondiale.

## Distribuzione

### Edizione italiana
In Italia lo speciale è stato trasmesso da Junior TV all'interno della serie The Charlie Brown and Snoopy Show.

### Doppiaggio
| Personaggio      | Doppiatore originale        | Doppiatore italiano |
| ---------------- | --------------------------- | ------------------- |
| Charlie Brown    | Brad Kesten                 | Martino Consoli     |
| Snoopy           | Bill Melendez               | Bill Melendez       |
| Woodstock        | Bill Melendez               | Bill Melendez       |
| Linus Van Pelt   | Jeremy Schoenberg           | Renata Bertolas     |
| Sally Brown      | Stacy Heather Tolkin        | Angiolina Gobbi     |
| Piperita Patty   | Brent Hauer/Victoria Vargas | Francesca Vettori   |
| Marcie           | Michael Dockery             |                     |
| Signora francese | Monica Parker               |                     |

### Edizioni home video
Il film è stato distribuito da Hobby & Work in VHS e DVD.

## Riconoscimenti
1983 – Primetime Emmy Awards
- Nomination Outstanding Animated Program a Lee Mendelson e Bill Melendez

1984 – Peabody Award